# Малкин, Илья Давидович
Илья Давидович Малкин (в документах Элия Нохим-Давидович Малкин, в США Элиас Малкин, англ. Elias Malkin; 7 (19) ноября 1865, Шклов — 1953, Нью-Йорк) — российский и американский музыкальный педагог, известный как первый учитель Яши Хейфеца.

## Биография
Провёл юность в Чаусах, затем поступил в Санкт-Петербургскую консерваторию в класс скрипки Леопольда Ауэра. Окончил курс в 1886 году, недолгое время работал в Москве, но затем вернулся в Петербург, чтобы сдать в консерватории курсы гармонии и музыкальной теории и получить диплом свободного художника, выданный ему в 1892 г.
После этого Малкин обосновался в Вильне, где преподавал сперва частным образом, спорадически выступал также как дирижёр — в частности, с оркестром просуществовавшего всего один сезон Еврейского театра, в котором играл на скрипке отец Хейфеца Рувин Хейфец. C 1898 года, после открытия музыкального училища Виленского отделения Императорского Русского музыкального общества, Малкин стал вести класс скрипки в нём (среди учеников Малкина по училищу был, в частности, Марк Реентович). Маленький Хейфец сперва занимался у Малкина дома, на Большой улице (подружившись на много лет с его дочерью Марией), а затем в 1906—1909 годах в стенах училища — в это время Малкин жил с женой Бертой Абрамовной и дочерьми Марией (род. 1900) и Маргаритой (род. 1906) на Сиротской улице, дом 21. 
Ученики Малкина регулярно и с успехом выступали на публичных студенческих концертах, в одном из таких концертов 7 декабря 1906 года произошло первое публичное выступление Хейфеца в возрасте пяти лет и десяти месяцев, исполнившего «Пасторальную фантазию» Жана-Батиста Синжеле так, что его участие было особо выделено газетным рецензентом. Не менее восторженные отзывы вызвали выступления Хейфеца в последующих студенческих концертах под руководством Малкина. В 1908 году Малкин организовал для семилетнего Хейфеца прослушивание у посетившего Вильну Ауэра. Короткий мемуар Малкина по поводу его уроков с Хейфецем был опубликован в 1950 году в газете «Маарив» по случаю гастролей Хейфеца в Израиле.
В дальнейшем Малкин эмигрировал в США, где продолжил преподавать. Среди его американских учеников, в частности, Леон Шварц.